# 紫花铁线莲
紫花铁线莲（学名：Clematis fusca var. violacea）为毛茛科铁线莲属下的一个变种。

## 扩展阅读
- 維基物種上的相關：紫花铁线莲